# Penicillium rubefaciens
Penicillium rubefaciens är en svampart som beskrevs av Quintan. 1982. Penicillium rubefaciens ingår i släktet Penicillium och familjen Trichocomaceae.   Inga underarter finns listade i Catalogue of Life.